# Teresin (powiat otwocki)
Teresin – wieś sołecka w Polsce położona w województwie mazowieckim, w powiecie otwockim, w gminie Kołbiel.
W latach 1975–1998 miejscowość należała administracyjnie do województwa siedleckiego.
Wierni Kościoła rzymskokatolickiego należą do parafii św. Kazimierza Królewicza w Grzebowilku.